# Margouët-Meymes
Margouët-Meymes este o comună în departamentul Gers din sudul Franței. În 2009 avea o populație de 195 de locuitori.

## Evoluția populației
| An        | 1975 | 1982 | 1990 | 1999 | 2006 | 2009 |
| --------- | ---- | ---- | ---- | ---- | ---- | ---- |
| Populație | 231  | 207  | 185  | 173  | 192  | 195  |